# Список дипломатических миссий Бахрейна

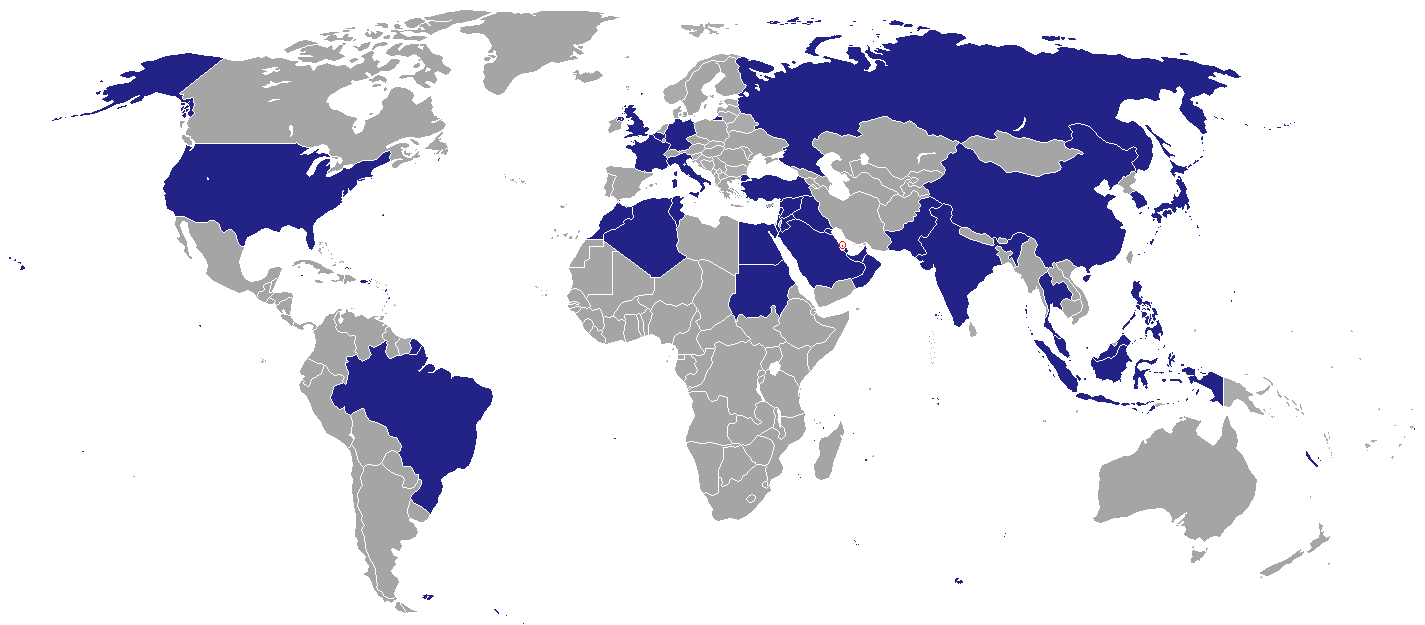
Дипломатические миссии Бахрейна

Список дипломатических миссий Бахрейна — перечень дипломатических миссий (посольств) и генеральных консульств Бахрейна в странах мира (не включает почётных консульств).

## Европа

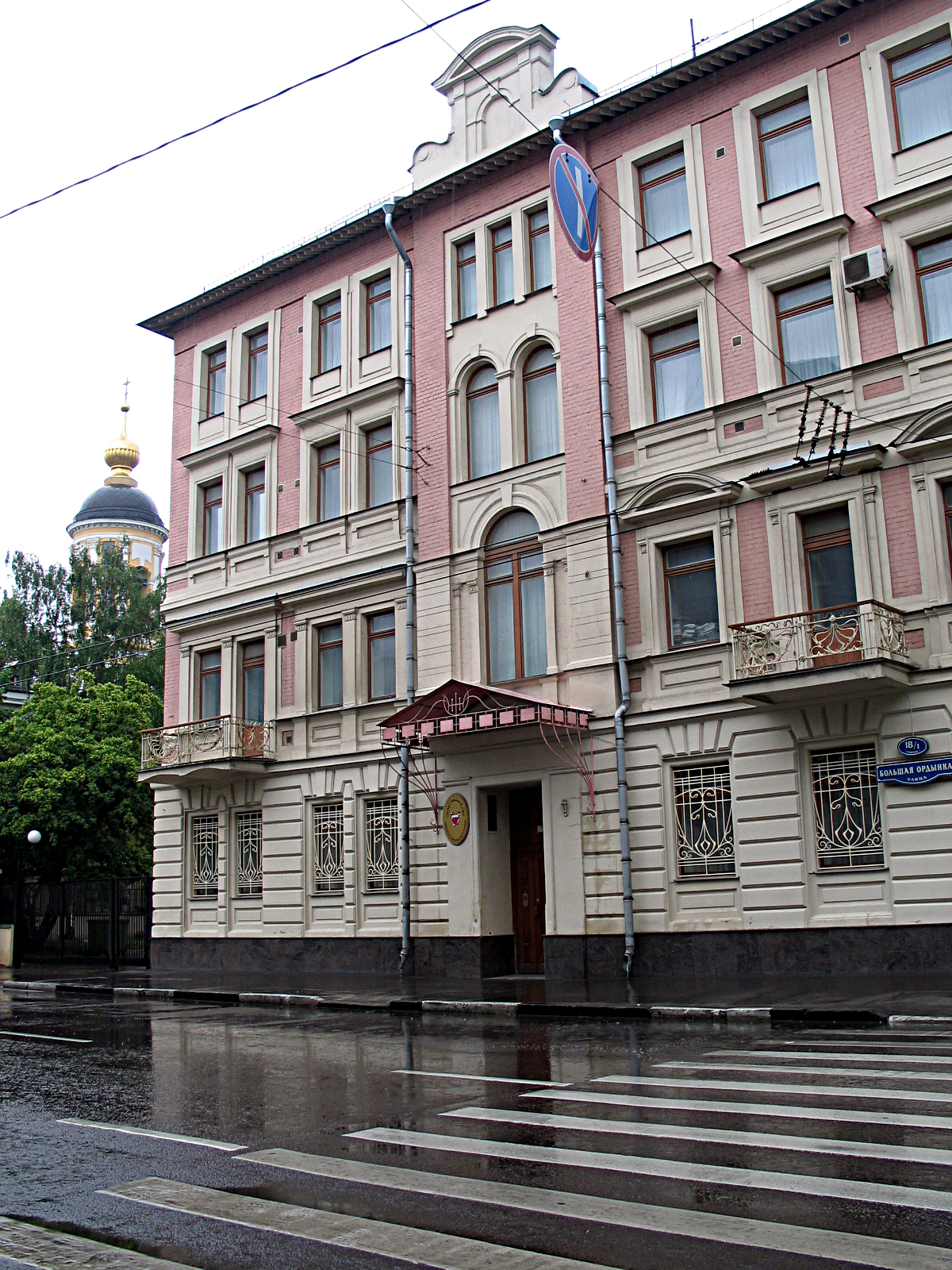
Посольство Бахрейна в Москве

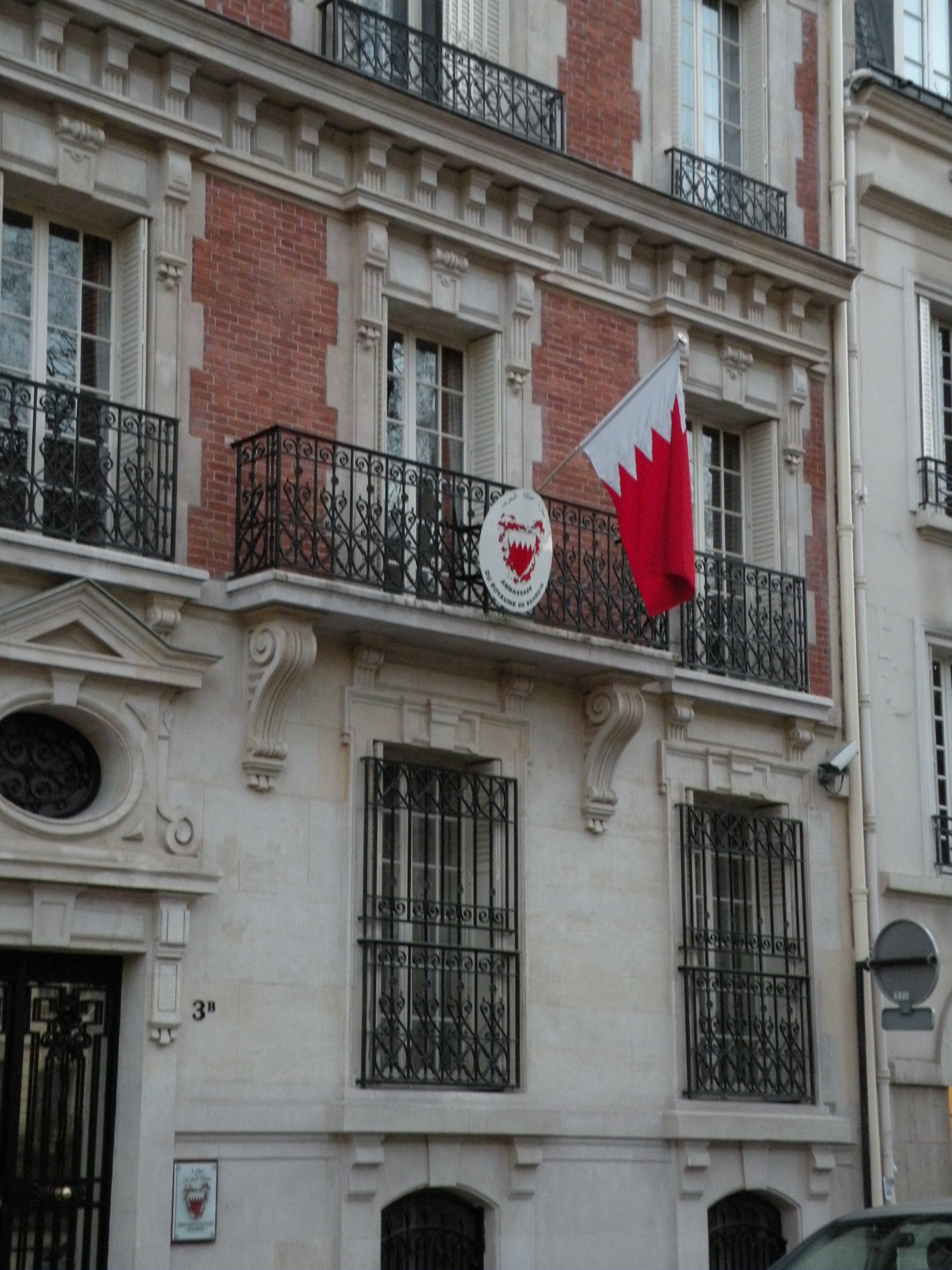
Посольство Бахрейна в Париже

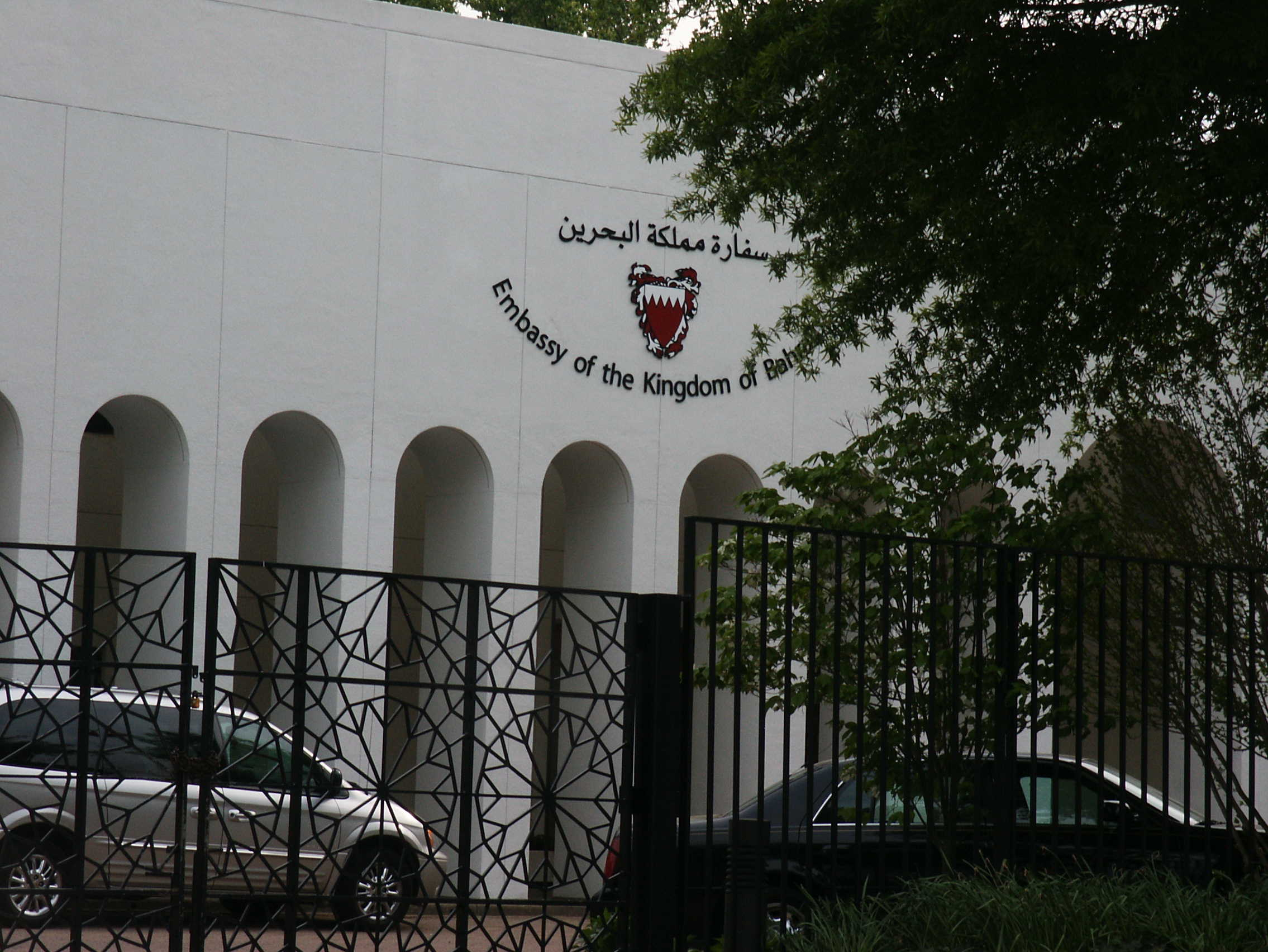
Посольство Бахрейна в Вашингтоне

- Бельгия
  - Брюссель (посольство)
- Великобритания
  - Лондон (посольство)
- Германия
  - Берлин (посольство)
- Россия
  - Москва (посольство)
- Франция
  - Париж (посольство)

## Азия
- Индия
  - Нью-Дели (посольство)
- Иордания
  - Амман (посольство)
- Ирак
  - Багдад (посольство)

- Катар
  - Доха (посольство)
- Китай
  - Пекин (посольство)
- Кувейт
  - Кувейт (посольство)
- ОАЭ
  - Абу-Даби (посольство)
- Оман
  - Маскат (посольство)
- Пакистан
  - Исламабад (посольство)
  - Карачи (генеральное консульство)
- Саудовская Аравия
  - Эр-Рияд (посольство)
  - Джидда (генеральное консульство)
- Сирия
  - Дамаск (посольство)
- Таиланд
  - Бангкок (посольство)
- Япония
  - Токио (посольство)

## Америка
- США
  - Вашингтон (посольство)
  - Нью-Йорк (генеральное консульство)

## Африка
- Алжир
  - Алжир (посольство)
- Египет
  - Каир (посольство)
- Марокко
  - Рабат (посольство)
- Тунис
  - Тунис (посольство)

## Международные организации
- Брюссель (представительство при ЕС)
- Женева (постоянное представительство при ООН и других международных организациях)
- Каир (постоянное представительство при ЛАГ)
- Нью-Йорк (постоянное представительство при ООН)